# Ludwig Pernice

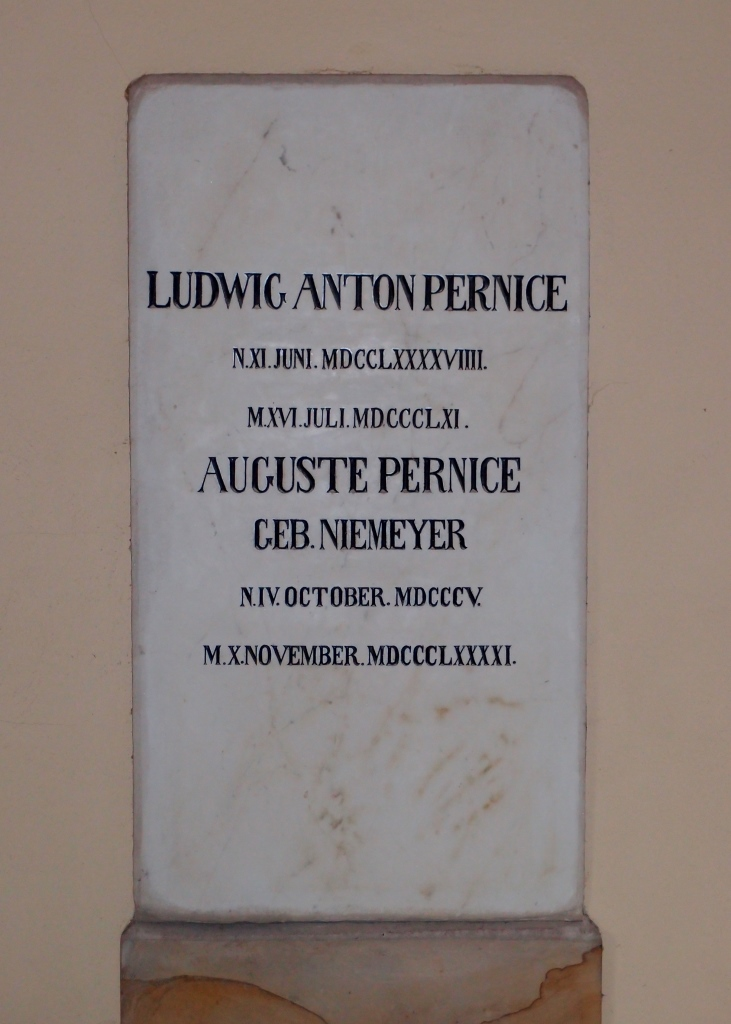
Pernices Grab auf dem Stadtgottesacker

Ludwig Wilhelm Anton Pernice (* 11. Juni 1799 bei Halle/S.; † 16. Juli 1861 ebenda) war ein deutscher Rechtswissenschaftler.

## Leben
Pernice war Sohn eines wohlhabenden Kaufmanns aus Nesso am Comer See und erhielt seine erste Ausbildung am Pädagogium der Franckeschen Stiftungen. 1817 begann er ein Studium an der Friedrichs-Universität Halle. 1820 wurde er Mitglied der Burschenschaft Teutonia Halle. Das Studium setzte er an der Friedrich-Wilhelms-Universität zu Berlin und der Georg-August-Universität Göttingen fort. Er beendete es in Philosophie mit dem akademischen Grad eines Magisters und wurde zum Dr. iur. promoviert. Nachdem er sich 1821 in Halle habilitiert hatte, wurde er 1822 dort a.o. Professor der Rechte und Mitglied des Spruchkollegiums. Drei Jahre später kam er auf den juristischen Lehrstuhl. Er bekleidete ab 1833 das Vizeordinariat der juristischen Fakultät und wurde 1838 zum Geheimen Justizrat ernannt. 1844 wurde er unter Entbindung von seiner Professur mit dem Titel eines Geheimen Oberregierungsrats Kurator und außerordentlicher Regierungsbevollmächtigter an der Universität und 1845 auch Direktor des königlichen Schöppenstuhls. Im Progress ging er mit „rücksichtsloser Strenge“ gegen die burschenschaftlichen Studentenverbindungen vor.
Als 1848 die Kuratorenstellen aufhörten, trat Pernice, der durch seine aristokratisch-absolutistische Gesinnung schon vorher in manchen Konflikt mit den Universitätsdozenten geraten war, wieder in die Reihe der juristischen Professoren ein. Seit 1852 war er für Wittenberg Mitglied des preußischen Parlaments der Ersten Kammer und ab 1854 Kronsyndikus. Pernice hatte sich an den organisatorischen Aufgaben der Hallenser Hochschule beteiligt und war 1832/34, 1839/40, 1843/44 Prorektor der Alma Mater. Er half mit August Tholuck das hallische Diakonissenhaus zu schaffen. Sein Grab befindet sich auf dem hallischen Stadtgottesacker.
Verheiratet war er mit Auguste Niemeyer (1805–1891), einer Tochter von August Hermann Niemeyer. Aus der Ehe gingen die Söhne Hugo Pernice, Herbert Pernice und Alfred Pernice hervor.

## Werke
- Disputatio de surum nomine quod vulgo directariorum nomine circumfertur. Göttingen 1821.
- De orgine juris Fragmenta cum varietate lectionis et notitia literaria. Göttingen 1822
- Geschichte, der Altertümer und der Institutionen des römischen Rechts im Grundriß. Halle 1821, 1824.
- Observationes de principum comitumque imperii germanici inde ab anno 1806 subjectorum juris privati mutata ratione. Halle 1827.
- Quaestionum de jure publico germanico. Halle, 1828–1835, 3. Teile.
- Commentatio qua de jure quaeritur, quo principes Hohenloensis tanquam comites Glichenses duci Saxoniae Coburgensi et Gothana subjectisunt. Halle 1835.